# Singschwalbe
Die Singschwalbe (Hirundo lucida) ist eine Vogelart aus der Familie der Schwalben (Hirundinidae).
Die Art wurde als konspezifisch mit der Rauchschwalbe (Hirundo rustica) und der Angolaschwalbe (Hirundo angolensis) angesehen.

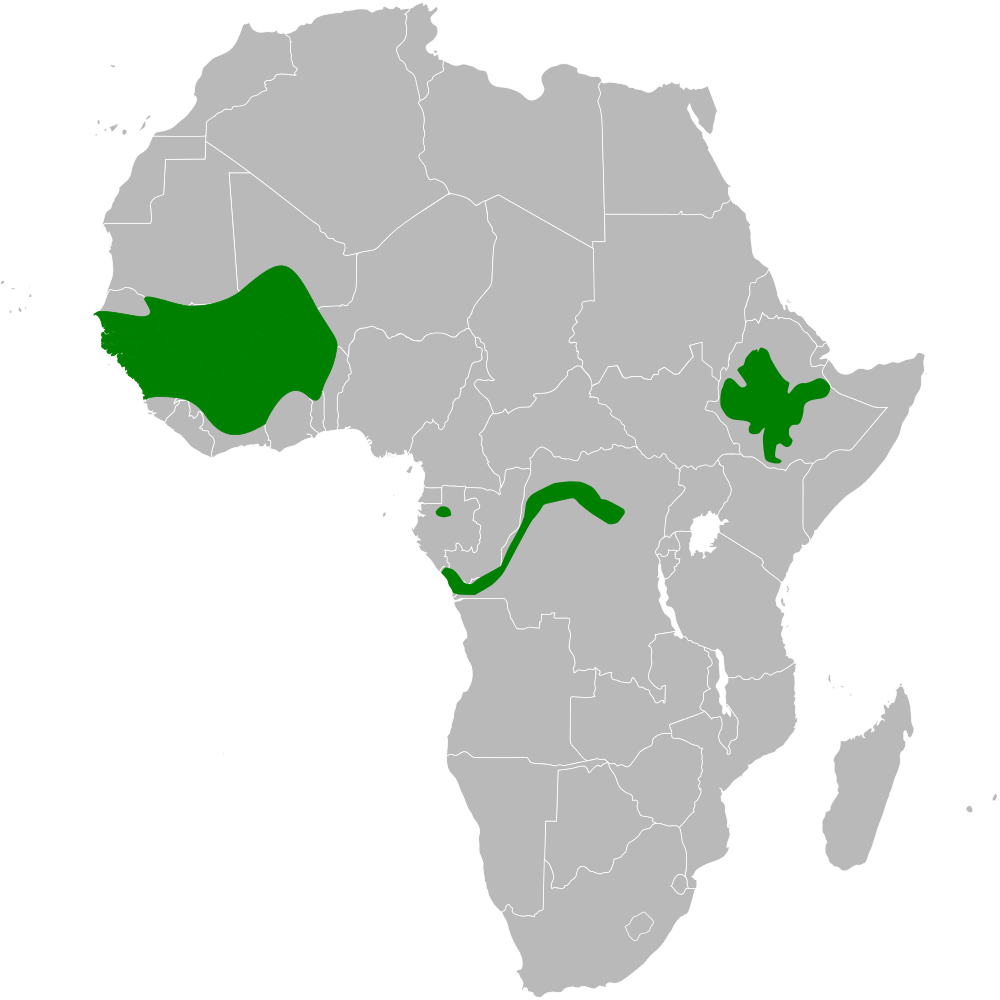
Vorkommen der Singschwalbe

Der Vogel kommt in Westafrika, im Kongobecken und in Äthiopien vor, in Benin, in der Demokratischen Republik Kongo, in der Republik Kongo, in Mauretanien, Senegal und Togo.
Der Lebensraum umfasst offenes Gelände, Grasflächen, Savanne, Sumpfgebiete, Seen und Flüsse, Lichtungen und Siedlungen, meist im Tiefland, in Äthiopien von 1800 bis 2750 m Höhe.
Der Artzusatz kommt von lateinisch lucidus ‚hell, klar‘.
Dieser Vogel ist überwiegend ein Standvogel, während der Regenzeit kann es zu Ausweichbewegungen kommen.

## Merkmale
Die Art ist etwa 15 cm groß und wiegt 12–14 g, eine mittelgroße Schwalbe mit roter Stirn und Kehle, mit blauem Brustband und weißen Schwanzflecken.
Die Stirn ist dunkel kastanienbraun, Scheitel und die Oberseite sind glänzend blau-schwarz, die Zügel, ein Unteraugenstreif und die leicht bläulich glänzenden Ohrdecken sind schwarz. Die Flügel sind bräunlich schwarz, die Hand- und Armschwingen blau überhaucht, die Flügeldecken haben blaue Ränder. Der leicht gegabelte Schwanz ist schwarz, die Schwanzfedern blau-schwarz und tragen mit Ausnahme der mittleren ausgedehnte weiße Flecken, die äußersten Steuerfedern sind etwas länger. Kinn, Kehle und Oberbrust sind rötlich-kastanienbraun, nach unten durch ein glänzend blau-schwarzes Band abgegrenzt, das seitlich breiter ist als in der Mitte, die übrige Unterseite ist weiß, die Unterflügeldecken sind grau. Der Schnabel ist schwarz, die Augen bräunlich-schwarz und die Beine sind braun.
Beim Weibchen sind die äußeren Schwanzfedern kürzer. Jungvögel sind matter gefärbt, haben ein schmaleres Brustband im Vergleich mit juvenilen Rauchschwalben, weniger Glanz, Stirn und Kehle sind blasser kastanienbraun, die äußeren Schwanzfedern sind kürzer.
Die Art ist der Rauchschwalbe sehr ähnlich, ist aber kleiner, hat nur kurze Steuerfedern, das rote Stirnband ist schmaler, das Rot der Kehle reicht bis auf die Brust, das Brustband ist schmaler, die Unterflügeldecken sind dunkel und die weißen Schwanzflecken sind größer.

## Geografische Variation
Es werden folgende Unterarten anerkannt:
- H. l. lucida Hartlaub, 1858, Nominatform – Südwestmauritanien und Senegal bis Togo und Benin
- H. l. subalaris Reichenow, 1905, – Kongo und Demokratische Republik Kongo, eher kastanienbraun als rotbraun
- H. l. rothschildi Neumann, 1904, – Äthiopien, Oberseite mehr violett-blau

## Stimme
Die Rufe werden als leises zwitscherndes Trällern, ähnlich der Rauchschwalbe, aber klarer und lauter beschrieben.

## Lebensweise
Die Nahrung besteht hauptsächlich aus fliegenden Insekten, auch Termiten, die einzeln, paarweise oder in kleinen Gruppen, seltener in größeren Schwärmen gejagt werden.
Die Brutzeit liegt zwischen März und Juli und im Dezember im Senegal, zwischen März und Juni in Gambia, zwischen Juli und August in Mauretanien, zwischen August und September in Mali, zwischen September und Oktober in Niger und zwischen März und April, Juni und August sowie im Dezember in Togo, zwischen April und Juni in Äthiopien. Gebrütet wird einzeln oder in kleinen Gruppen. Das Nest wird gerne an menschengemachte Strukturen geklebt, manchmal wieder verwendet. Das Gelege besteht aus 3–4 Eiern.

## Gefährdungssituation
Der Bestand gilt als „nicht gefährdet“ (Least Concern).